# Östgöta kavalleriregemente
Östgöta kavalleriregemente (Regiment Kawalerii Ostrogockiej ) – jeden z pułków kawalerii szwedzkiej. Istniał w latach 1636–1791. Motto: Nulli Secundas ("Ingens tvåa"). Jego barwą był: czerwony.

## Skład w 1634
- Livkompaniet
- Överstelöjtnantens kompani
- Majorens kompani
- Vadstena kompani
- Vifolka kompani
- Skänninge kompani
- Västanstångs kompani
- Tjusts kompani